# Roberto Franchini
Roberto Franchini (* 13. Dezember 1973 in Montreal, Québec, Kanada) ist ein ehemaliger australischer Eishockeyspieler, der fünf Spielzeiten bei den Sydney Bears in der Australian Ice Hockey League unter Vertrag stand.

## Karriere
Roberto Franchini, der in Kanada geboren wurde, verbrachte seine gesamte Karriere bei den Sydney Bears, für die er von 2006 bis 2010 in der Australian Ice Hockey League spielte. Mit den Bears gewann er 2007 den Goodall Cup, die australische Meisterschaft. 2008 gewann er mit seinem Team die Hauptrunde und wurde dafür mit dem V.I.P. Cup ausgezeichnet. In den Playoffs schieden die Bären dann allerdings bereits im Halbfinale gegen die Newcastle North Stars aus.

### International
Mit der australischen Nationalmannschaft spielte er bei der Weltmeisterschaft 2009 in der Division I und musste dort den Abstieg hinnehmen. Bei der Weltmeisterschaft 2010 trat er mit den Aussies in der Division II an.

## Erfolge und Auszeichnungen
- 2007 Goodall-Cup-Gewinn mit den Sydney Bears
- 2008 Gewinn des V.I.P. Cups mit den Sydney Bears